# Дистрофия роговицы
Дистрофии роговицы — группа невоспалительных наследственно обусловленных заболеваний, снижающих прозрачность роговой оболочки глаза. Описано множество форм дистрофии, отличающихся характером поражения ткани, степенью и скоростью падения зрения. 
В конце XX — начале XXI века развитие генетики позволило выяснить гены либо хромосомные участки, связанные с большинством форм заболевания. В 2005 году был создан Международный комитет по классификации дистрофии роговицы (англ. International Committee for Classification of Corneal Dystrophies, IC3D), сформировавший новую классификационную систему на основании данных генетики и молекулярной биологии.

## Список
- Дистрофия Фукса (OMIM: 136800, 610158)
- Пятнистая дистрофия роговицы (OMIM: 217800)
- Дистрофия роговицы Рейса — Бюклерса (OMIM: 608470)
- Дистрофия роговицы Тиля — Бенке (OMIM: 602082)
- Дистрофия роговицы Месманна (OMIM: 122100)
- Желатинозная каплевидная дистрофия роговицы (OMIM: 204870)
- Субэпителиальная муцинозная дистрофия роговицы (OMIM: 612867)
- Дистрофия роговицы Лиша (OMIM: 300778)
- Гранулярная дистрофия роговицы I типа (OMIM: 121900)
- Гранулярная дистрофия роговицы II типа (OMIM: 607541)
- Решётчатая дистрофия роговицы I типа (OMIM: 122200)
- Решётчатая дистрофия роговицы II типа (OMIM: 105120)
- Крапчатая дистрофия роговицы (OMIM: 121850)
- Дистрофия роговицы Шнайдера (OMIM: 121800)
- Задняя аморфная дистрофия роговицы (OMIM: 612868)
- Врождённая стромальная дистрофия (OMIM: 610048)
- Задняя полиморфная дистрофия роговицы, тип 1 (OMIM: 122000)
- Задняя полиморфная дистрофия роговицы, тип 2 (OMIM: 609140)
- Задняя полиморфная дистрофия роговицы, тип 3 (OMIM: 609141)
- Врождённая эндотелиальная дистрофия роговицы, тип 1 (OMIM: 121700)
- Врождённая эндотелиальная дистрофия роговицы, тип 2 (OMIM: 217700)
- X-связанная эндотелиальная дистрофия роговицы (OMIM: 300779)
- Дистрофия базальной мембраны эпителия (OMIM: 121820)

## Другие состояния
- Кератоконус